# 609
| [ Edytuj tabelę ]          |                             |
| Cesarz Bizancjum           | - 602 Fokas 610             |
| Cesarz Chin                | - 604 Sui Yangdi 618        |
| Król Essexu                | - 604 Saebert 616           |
| Król Franków               | - 584 Chlotar II 629        |
| Król Franków w Austrazji   | - 595 Teudebert II 612      |
| Cesarz Japonii             | - 592 Suiko 628             |
| Król Kentu                 | - 560 Ethelbert I 616       |
| Patriarcha Konstantynopola | - 607 Tomasz I 610          |
| Władca Korei               | - 590 Yŏngyang 618          |
| Król Longobardów           | - 590 Agilulf 616           |
| Papież                     | - 608 Bonifacy IV 615       |
| Król Persji                | - 590 Chosrow II Parwiz 628 |
| Król Wizygotów             | - 603 Witeryk 610           |

Rok 609 / DCIX
stulecia: VI wiek ~
VII wiek ~
VIII wiek

lata: 599 «
604 «
605 «
606 «
607 «
608 «
609
» 610
» 611
» 612
» 613
» 614
» 619

## Urodzili się
- Audoen z Rouen, biskup (zm. 686).
- Zizhou Zhishen, chiński buddysta (zm. 702).

## Zmarli
- 17 kwietnia – Aidan, król Dalriady.
- Anastazjusz II, prawosławny patriarcha Antiochii.
- Teodor, patriarcha Aleksandrii.